# Hajdowizna
Hajdowizna (niem. Heidewiese) – część Mysłowic, położona w południowej części miasta, w rejonie dzielnic Larysz-Hajdowizna i Brzezinka.

## Historia
Hajdowizna była kolonią położoną na południowy zachód od późniejszej kopalni węgla kamiennego „Wanda” w Brzezince, która znajdowała się przy ulicy Laryskiej obok torów kolejowych. Ks. Jan Kudera wskazuje, że z uwagi na swoją nazwę była ona dawnej własności Hajdy (Gajdy). Kolonię do gminy wiejskiej Brzezinka włączono w 1880 roku.
Hajdowizna została zaznaczona na mapie z 1883 roku jako Col. Heidewiese. Naniesiono tam grupę domów w rejonie skrzyżowania współczesnych ulic M. Konopnickiej i Spokojnej. W grudniu 1885 roku na Hajdowiźnie mieszkały 143 osoby i w tym czasie była ona częścią gminy Brzezinka w powiecie katowickim. W czasach Polski Ludowej, w 1951 roku gmina Brzezinka wraz z Hajdowizną została włączona do Mysłowic.

## Charakterystyka
Hajdowizna to część miasta Mysłowice (identyfikator SIMC: 0941560; identyfikator PRNG: 40574), położona w południowej części miasta, w rejonie dzielnic Larysz-Hajdowizna (obszar ulic M. Konopnickiej i Spokojnej) i Brzezinka (rejon ulicy Jaworowej).
Na Hajdowiźnie dominuje zabudowa jednorodzinna, a główną drogą w miejscowości jest ulica M. Konopnickiej, która łączy tę część miasta z Laryszem i Krasowymi. Jest to droga gminna o klasie drogi lokalnej i kursują wzdłuż niej autobusy na zlecenie ZTM. Na Hajdowiźnie siedzibę mają podmioty gospodarcze z różnych branż, w tym sklep sieci Żabka.
Wierni rzymskokatoliccy z Hajdowizny przynależą do parafii Nawiedzenia Najświętszej Maryi Panny w Brzezince i parafii św. Jacka na Morgach.